# Luis Lusquiños

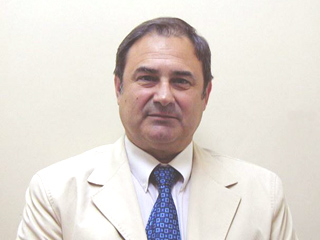

Luis Lusquiños (27 de novembro de 1951 - 17 de junho de 2017) foi deputado argentino pela Província de San Luis. Teve o maior número de faltas no período 2005-2009. Ele foi nomeado Chefe do Gabinete de Ministros durante a breve presidência de Adolfo Rodríguez Saá em 2001.
Lusquiños morreu em 17 de junho de 2017, aos 65 anos.